# Petar Mladenov
Petar Tosev Mladenov (Vidin, 1936. augusztus 22. – Szófia, 2000. május 31.) bolgár politikus, Bulgária Államtanácsának elnöke, a Bolgár Kommunista Párt első titkára volt.

## Élete
Parasztcsaládból származott. Felsőfokú végzettségét a Georgi Dimitrov Katonai Főiskolán valamint a Moszkvai Nemzetközi Kapcsolatok Intézetében (MGIMO) szerezte meg. A Kommunista Ifjúsági Szövetségbe 1949-ben lépett be, amely szervezet központi bizottsági titkára volt 1966 és 1969 között. A Bolgár Kommunista Pártnak 1964-óta tagja. 1969 és 1972 között a vidin megyei pártszervezet első titkára, 1971-től 1989-ig a párt központi bizottságának tagja és egyúttal Bulgária külügyminisztere. 1974-től a párt politikai bizottságának tagjelöltje, 1977-től annak tagja. Todor Zsivkov visszavonulását követően 1989. november 10-től a Bolgár Kommunista Párt első titkára és az Államtanács elnöke.

## Fordítás
Ez a szócikk részben vagy egészben a Petar Mladenow című német Wikipédia-szócikk fordításán alapul.  Az eredeti cikk szerkesztőit annak laptörténete sorolja fel. Ez a jelzés csupán a megfogalmazás eredetét és a szerzői jogokat jelzi, nem szolgál a cikkben szereplő információk forrásmegjelöléseként.